# Fortim de São Tiago

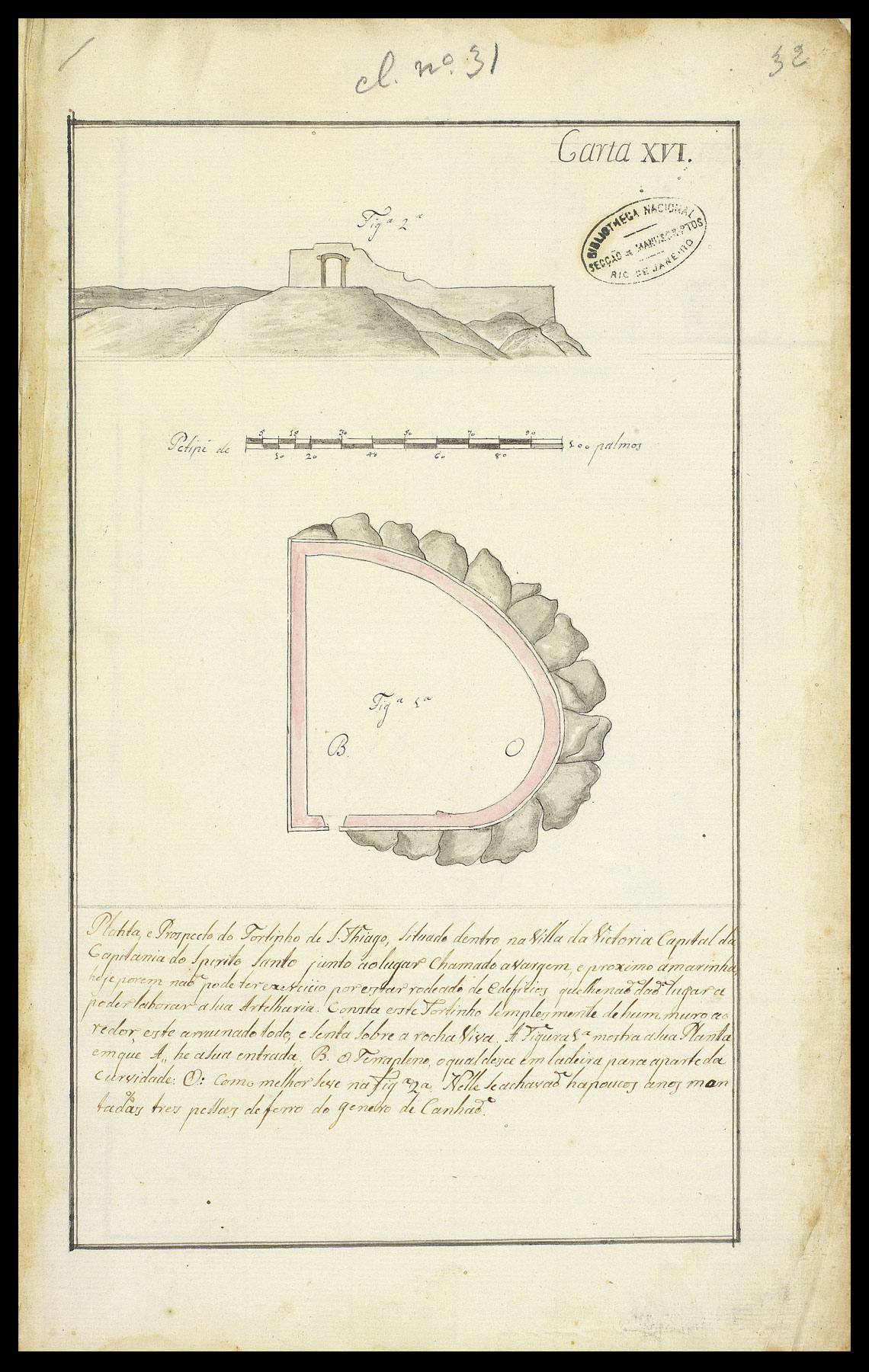
Planta do Forte de São Tiago, em Vitória-ES, feita por Luis dos Santos Vilhena em 1801

O Fortim de São Tiago localizava-se na ilha de Santo Antônio (hoje ilha de Vitória), dentro dos limites urbanos da vila de Nossa Senhora da Vitória (hoje cidade da Vitória), no litoral do atual estado brasileiro do Espírito Santo.

## História
O vice-rei e capitão-general de mar-e-terra do Estado do Brasil, D. Vasco Fernandes César de Meneses (1720-1735), comissionou o engenheiro Nicolau de Abreu Carvalho para proceder aos reparos necessários às fortificações da baía do Espírito Santo, entre as quais esta. Atribui-se a este governante, em 1726, a construção da estrutura, complementando que a mesma sofreu reparos em 1764.
Dela existia planta colorida, no Arquivo Militar, no Rio de Janeiro:
"Planta e prospecto do fortinho de S. Thiago que está situado dentro da vila da Vitória, capital da Capitania do Espírito Santo. Levantada por José António Caldas em 1767 por ordem do Conde de Azambuja e Capitão-General."
Características

Um relatório de 1724 feito por Dionísio Carvalho de Abreu, descreve este fortim da seguinte maneira:
Fortaleza de São Tiago: em forma de semicírculo irregular, com pequena área, situada em uma praia da vila da Vitória, com três peças de artilharia de calibre oito, todas desmontadas.
Já a planta deste forte feita por Luís dos Santos Vilhena em 1801 é acompanhada da seguinte descrição:
Planta e Prospecto do Fortinho de S. Thiago, situado dentro na VIlla da Victoria Capital da Capitania do Spirito Santo junto ao lugar chamado a Vargem, e proximo a marinha, hoje porem não pode ter exercicio por estar rodeado de Edificios, que lhe não dão lugar a poder laborar a sua Artelharia. COnsta este Fortinho semplesmente de hum muro ao redor este arruinado todo, e senta sobre a rocha Viva. A Figura 1ª mostra a sua Planta em que A., he a sua entrada, B. O Terrapleno, o qual desce em ladeira para a parte da Curvidade: O.: como melhor se ve na Fig.a 2ª. Nelle se acharão ha poucos anos montadas tres pessas de ferro do genero de Canhão.